# Plagiothecium mildbraedii
Plagiothecium mildbraedii är en bladmossart som beskrevs av Brotherus in Mildbraed 1910. Plagiothecium mildbraedii ingår i släktet sidenmossor, och familjen Plagiotheciaceae. Inga underarter finns listade i Catalogue of Life.